# Aricoris montana
Aricoris montana is een vlindersoort uit de familie van de prachtvlinders (Riodinidae), onderfamilie Riodininae.
Aricoris montana werd in 1937 beschreven door Schneider.